# Women's EHF Champions League
Women's EHF Champions League là một giải đấu chính thức cho các câu lạc bộ bóng ném nữ của châu Âu, được Liên đoàn bóng ném châu Âu (EHF) tổ chức hàng năm. Đây là giải uy tín nhất dành cho các câu lạc bộ vô địch của các liên đoàn bóng ném quốc gia ưu tú nhất.

## Cơ cấu vòng thi đấu

### Tư cách tham gia
Hàng năm, Liên đoàn bóng ném châu Âu công bố một bảng xếp hạng các liên đoàn bóng ném quốc gia thành viên.  24 nước đứng đầu được phép cử các đội vô địch của mình tham gia vòng đấu. Các nước xếp hạng từ 1 tới 7 được thêm một suất, cũng như đội bảo vệ chức vô địch, được đương nhiên tham gia.

### Các vòng đấu
Hạng vô địch chia thành 6 giai đoạn. Tùy thuộc vào vị trí xếp hạng của Liên đoàn quốc gia, các đội có thể vào cuộc đua ở các vòng đấu khác nhau. Đội bảo vệ chức vô địch, cùng với các đội vô địch quốc gia của các nước xếp hạng cao nhất, bắt đầu từ vòng đấu Nhóm, còn các đội của các nước xếp hạng thấp hơn phải đấu ở vòng đấu loại.

#### Vòng đấu loại thứ nhất
Vòng 1 có 2 nhóm gồm 3 hoặc 4 đội. Các đội của mỗi nhóm thi đấu với nhau, chọn 2 đội đứng đầu mỗi nhóm vào thi đấu ở Vòng đấu loại 2. Các đội bị loại có thể tham dự vòng 2 tranh Cúp Liên đoàn bóng ném châu Âu.

#### Vòng đấu loại thứ hai
Vòng 2 có 4 nhóm gồm 3 hoặc 4 đội thi đấu với nhau. 4 đội đứng đầu mỗi nhóm sẽ được vào thi đấu trong Vòng đấu Nhóm. Các đội bị loại được tham gia vòng 3 tranh "Cúp Liên đoàn bóng ném châu Âu".

#### Vòng đấu bảng
Vòng đấu bảng gồm đội đương kim vô địch, các đội vô địch quốc gia của các nước xếp hạng cao nhất và các đội vượt qua 2 vòng đấu loại. Các đội được chia thành 4 bảng, mỗi bảng 4 đội. Các đội đấu với nhau 2 lượt trận đi và về, theo thể thức sân nhà - sân khách, chọn 2 đội đứng đầu vào vòng sau. Các đội bị loại, được tham gia vòng 4 tranh "Cúp Liên đoàn bóng ném châu Âu".

#### Vòng chính
Vòng này gồm 2 nhóm, mỗi nhóm 4 đội. Mỗi đội đấu với một đội khác 2 trận, một trận trên sân nhà và một trận trên sân khách, chọn 2 đội đứng đầu 2 nhóm vào đấu 2 trận bán kết

#### Các trận bán kết
Việc xếp cặp các đội đấu bán kết được quyết định bằng rút thăm. Mỗi cặp đấu với nhau 2 trận, 2 đội thắng sẽ vào tranh chung kết.

#### Trận chung kết
Hai đội đấu với nhau 2 trận. Tính chung 2 trận, đội nào có nhiều bàn thắng hơn thì đoạt chức vô địch.

## Bản tổng kết
| 1993-94 Chi tiết | Hypo Niederösterreich         | 45-39 (18-20 / 25-21) | Vasas Budapest             | El Osito Eliana Valencia | TV Giessen Lützellinden   |
| 1994-95 Chi tiết | Hypo Niederösterreich         | 40-36 (17-14 / 26-19) | Podravka Koprivnica        | Mar Valencia             | TUS Walle Bremen          |
| 1995-96 Chi tiết | Podravka Koprivnica           | 38-37 (17-13 / 25-20) | Hypo Niederösterreich      | El Osito Eliana Valencia | Ferencváros Budapest      |
| 1996-97 Chi tiết | Mar Valencia                  | 58-50 (35-26 / 24-23) | Viborg HK                  | Hypo Niederösterreich    | Ferencváros Budapest      |
| 1997-98 Chi tiết | Hypo Niederösterreich         | 56-47 (28-21 / 26-28) | Mar El Osito L'Eliana      | Podravka Koprivnica      | Buducnost Podgorica       |
| 1998-99 Chi tiết | Dunaferr SE                   | 51-49 (25-23 / 26-26) | Krim Electa Ljubljana      | Hypo Niederösterreich    | Buducnost Podgorica       |
| 1999-00 Chi tiết | Hypo Niederösterreich         | 52-45 (32-23 / 22-20) | Kometal D. P. Skopje       | Buducnost Podgorica      | Volgograd AKVA            |
| 2000-01 Chi tiết | RK Krim Neutro Roberts        | 47-41 (22-22 / 25-19) | Viborg HK A/S              | Bud. Brillant Podgorica  | HERZ - FTC Budapest       |
| 2001-02 Chi tiết | Kometal D. P. Skopje          | 51-49 (27-25 / 26-22) | HERZ - FTC Budapest        | Larvik HK                | Bud. Brillant Podgorica   |
| 2002-03 Chi tiết | Krim ETA N. Roberts Ljubljana | 63-58 (30-27 / 36-28) | El Osito L'Eliana Valencia | Ikast Bording EH         | Viborg HK A/S             |
| 2003-04 Chi tiết | Slagelse FH                   | 61-56 (25-24 / 32-36) | Krim Ljubljana Slovenia    | Dunaferr SE              | Larvik HK                 |
| 2004-05 Chi tiết | Slagelse FH                   | 54-43 (27-23 / 20-27) | Kometal D. P. Skopje       | Dunaferr SE              | Hypo Niederösterreich     |
| 2005-06 Chi tiết | Viborg HK A/S                 | 44-43 (22-24 / 20-21) | Krim Ljubljana Slovenia    | CBM Astroc Sagunto       | Aalborg DH                |
| 2006-07 Chi tiết | Slagelse DT                   | 61-53 (29-29 / 32-24) | HC "Lada Togliatti"        | Győri Audi ETO KC        | Hypo Niederösterreich     |
| 2007-08 Chi tiết | Zvezda Zvenigorod             | 56-53 (25-24 / 29-31) | Hypo Niederösterreich      | Győri Audi ETO KC        | HC "Lada Togliatti"       |
| 2008-09 Chi tiết | Viborg HK                     | 50-49 (24-26 / 23-26) | Győri Audi ETO KC          | Hypo Niederösterreich    | CS Oltchim Râmnicu Vâlcea |

## Thống kê

### Tính theo câu lạc bộ
| Câu lạc bộ                   | Đoạt giải | Hạng nhì | Năm đoạt giải          | Năm hạng nhì     |
| ---------------------------- | --------- | -------- | ---------------------- | ---------------- |
| Hypo Niederösterreich        | 4         | 2        | 1994, 1995, 1998, 2000 | 1996, 2008       |
| Slagelse DT                  | 3         | 0        | 2004, 2005, 2007       |                  |
| Krim Ljubljana               | 2         | 3        | 2001, 2003             | 1999, 2004, 2006 |
| Viborg HK                    | 2         | 2        | 2006, 2009             | 1997, 2001       |
| BM Sagunto                   | 1         | 2        | 1997                   | 1998, 2003       |
| Kometal Gjorče Petrov Skopje | 1         | 2        | 2002                   | 2000, 2005       |
| Podravka Koprivnica          | 1         | 1        | 1996                   | 1995             |
| Dunaferr NK                  | 1         | 0        | 1999                   |                  |
| Zvezda Zvenigorod            | 1         | 0        | 2008                   |                  |
| Vasas Budapest               | 0         | 1        |                        | 1994             |
| Ferencváros Budapest         | 0         | 1        |                        | 2002             |
| HC "Lada Togliatti"          | 0         | 1        |                        | 2007             |
| Győri Audi ETO KC            | 0         | 1        |                        | 2009             |

### Tính theo nước
| Nước        | Đoạt giải | Hạng nhì |
| ----------- | --------- | -------- |
| Đan Mạch    | 5         | 2        |
| Áo          | 4         | 2        |
| Slovenia    | 2         | 3        |
| Hungary     | 1         | 3        |
| Tây Ban Nha | 1         | 2        |
| Macedonia   | 1         | 2        |
| Croatia     | 1         | 1        |
| Nga         | 1         | 1        |